# Anoratha nabalua
Anoratha nabalua är en fjärilsart som beskrevs av Holloway 1976. Anoratha nabalua ingår i släktet Anoratha och familjen nattflyn. Inga underarter finns listade i Catalogue of Life.